# James P. Allison

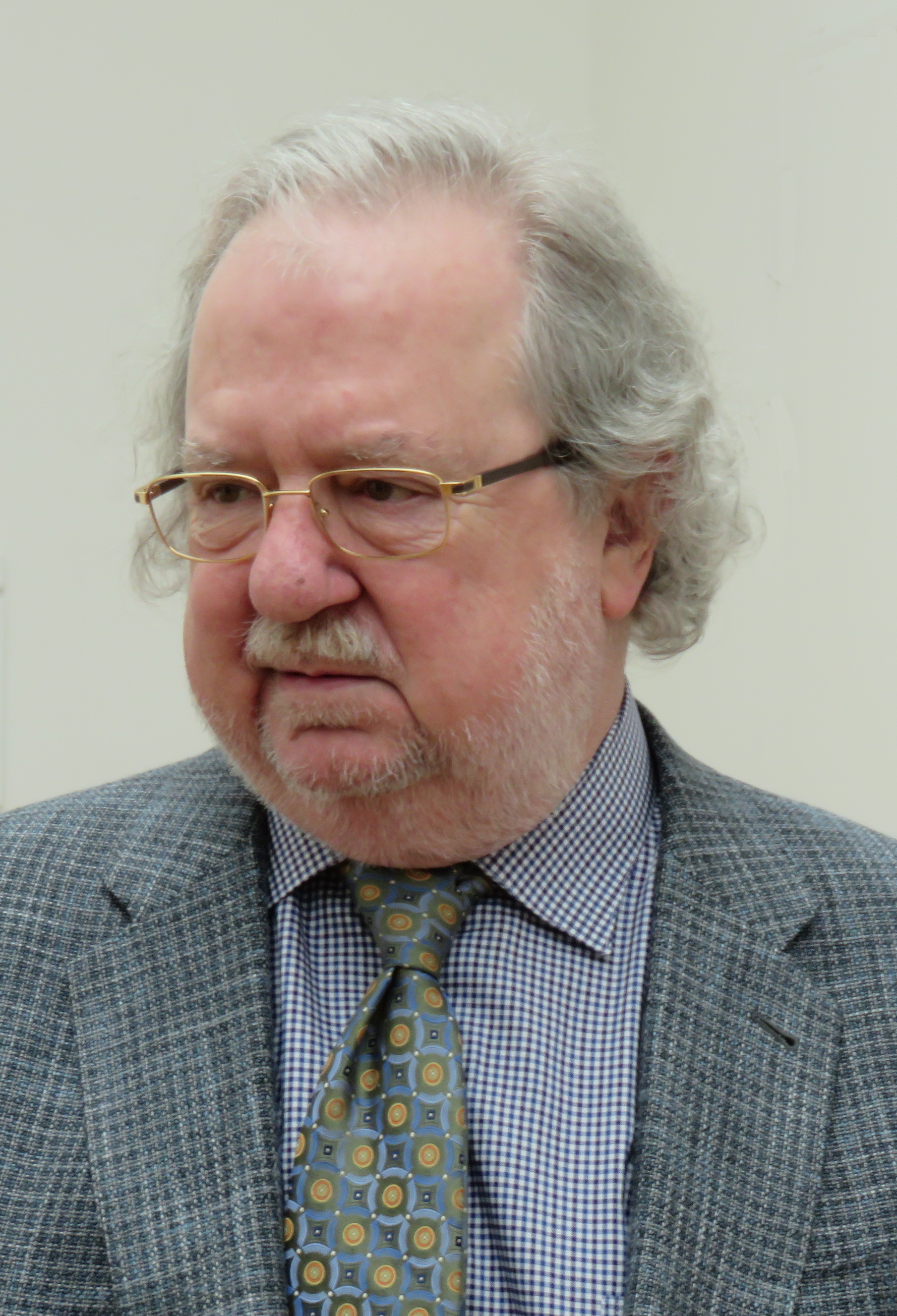
James P. Allison, 2015

James „Jim“ Patrick Allison (* 7. August 1948 in Alice, Texas) ist ein US-amerikanischer Immunologe. 2018 wurde ihm zusammen mit Tasuku Honjo der Nobelpreis für Physiologie oder Medizin zuerkannt.

## Leben
Allison wuchs in Alice, Texas, auf. Er erwarb an der University of Texas at Austin einen Bachelor in Mikrobiologie und 1973 mit der Arbeit Studies on bacterial asparaginases: isolation and characterization of a tumor inhibitory asparaginase from Alcaligenes eutrophus – Insolubilization of L-asparaginase by covalent attachment to nylon tubing einen Ph.D. in Biowissenschaften.
Als Postdoktorand arbeitete er am Scripps Research Institute, bevor er eine erste Professur am Forschungszentrum des University of Texas M. D. Anderson Cancer Center in Smithville, Texas, erhielt. Nach acht Jahren wechselte Allison als Professor für Immunologie und Leiter der Krebsforschung an die University of California, Berkeley.
2004 ging Allison an das Memorial Sloan-Kettering Cancer Center nach Manhattan, New York City. 2011 wurde er Leiter des dortigen Ludwig Institute for Cancer Research, dessen Co-Director er bereits seit 2006 war. Seine Tätigkeit in New York von 2004 bis 2012 wurde vom Howard Hughes Medical Institute (HHMI) gefördert.
2012 wechselte Allison als Leiter der Immunologie an das University of Texas MD Anderson Cancer Center in Houston, Texas.
Allison heiratete Malinda Bell im Jahr 1969. Sie haben einen Sohn. Sie ließen sich 2012 scheiden. 2004 lernte Allison Padmanee Sharma kennen. Allison und Sharma wurden Mitarbeiter und Freunde und heirateten 10 Jahre später im Jahr 2014. Allison ist der Stiefvater ihrer drei Kinder.

## Wirken
Zu Allisons Forschungsleistungen zählen neben der Entdeckung des T-Zell-Rezeptors auch die Entdeckung, dass T-Zellen neben der Bindung an ein Antigen ein zweites Signal brauchen, um eine Immunantwort zu starten: Ein Molekül namens B7 auf der antigenpräsentierenden Zelle muss das CD28 auf der T-Zelle aktivieren.

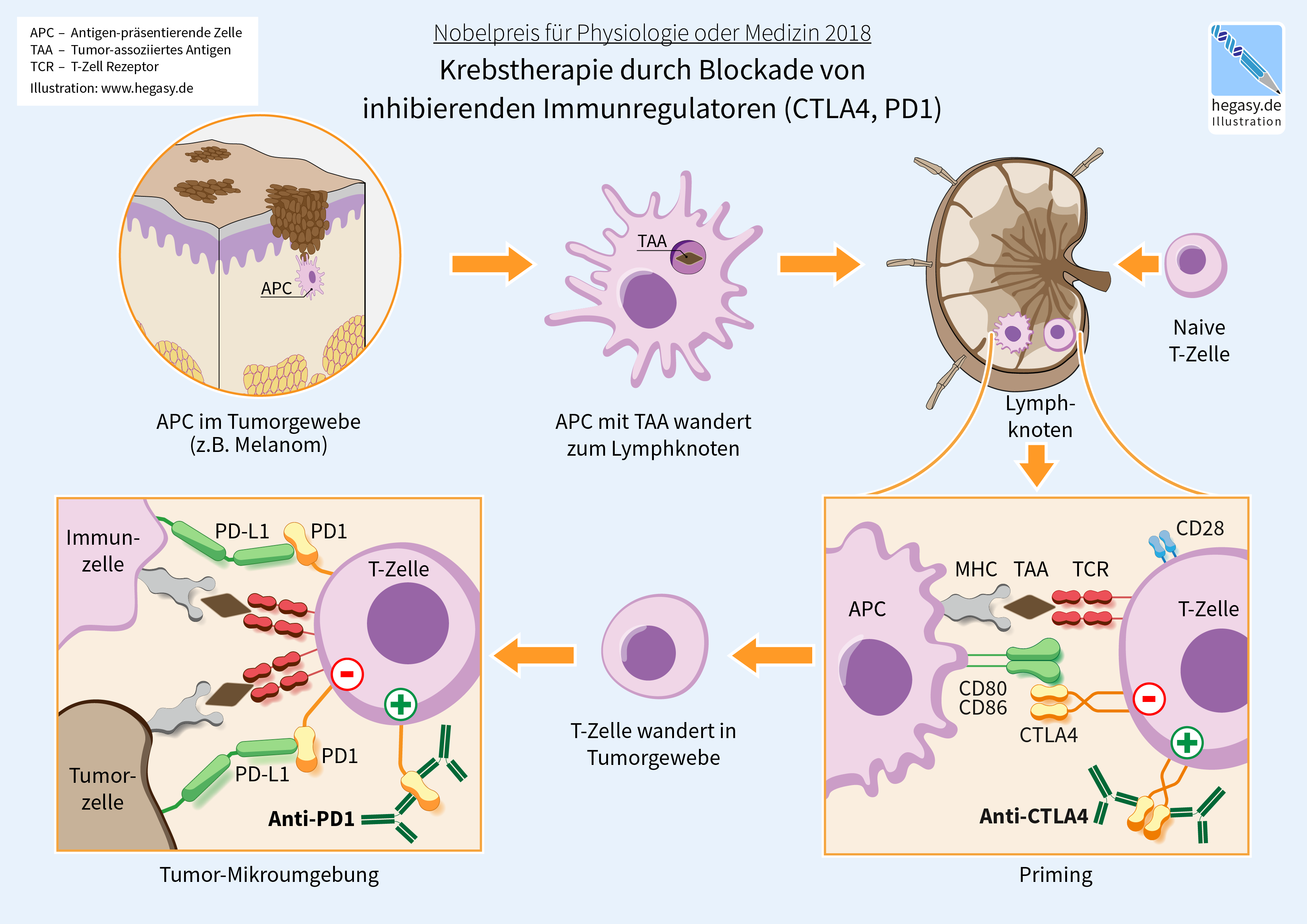
Krebstherapie durch Blockade von inhibierenden Immunregulatoren (CTLA4, PD-1)

1995 entdeckten Allison und Mitarbeiter das CTLA-4, ein Protein, das die Abschwächung des Immunsystems durch Regulatorische T-Zellen vermittelt. Neben der Möglichkeit, durch Aktivierung des CTLA-4 Autoimmunerkrankungen abzuschwächen, interessierte Allison – mitbedingt wohl durch eine Häufung von Krebserkrankungen in seiner Familie – vor allem die Möglichkeit, durch Blockade des CTLA4 das Immunsystem in seinem Kampf gegen Krebszellen zu stärken. Insbesondere würde ein Medikament gegen CTLA4 das Immunsystem gegen alle Arten von Krebs stärken – während die meisten Formen der Krebsimmuntherapie nur gegen einen bestimmten Tumor wirksam sind. Der monoklonale Antikörper Ipilimumab (Handelsname Yervoy) wurde nach langjährigen Studien in den USA als Medikament zur Behandlung des metastasierten malignen Melanoms zugelassen. Weitere Studien mit anderen Krebsarten mit dem Mittel werden durchgeführt.
Angeregt durch Allisons Ansatz, das Immunsystem durch Antikörper gegen natürliche Modulatoren zu beeinflussen, sind weltweit weitere Krebsmedikamente in der Entwicklung.
Aktuelle Arbeiten Allisons befassen sich mit der Modulation des Immunsystems durch Manipulation an den verschiedenen Mediatoren sowie mit der Kombination dieser Verfahren mit klassischer Chemotherapie.
Allison hat (Stand Januar 2024) einen h-Index von 160. Seit 2016 zählte ihn Thomson Reuters aufgrund der Zahl seiner Zitierungen zu den Favoriten auf einen Nobelpreis (Thomson Reuters Citation Laureates). 2018 erhielt Allison zusammen mit Tasuku Honjo den Nobelpreis in Medizin und Physiologie für seine Forschungen zu einer Krebstherapie durch Hemmung der negativen Immunregulation.

## Auszeichnungen (Auswahl)
- 1997 Mitglied der National Academy of Sciences
- 2001 Präsident der American Association of Immunologists[5]
- 2005 William B. Coley Award[6]
- 2006 Fellow der American Association for the Advancement of Science[7]
- 2007 Mitglied des Institute of Medicine
- 2011 Gabbay Award[8]
- 2014 Breakthrough Prize in Life Sciences[9]
- 2014 Canada Gairdner International Award
- 2014 Tang Prize für Biopharmazeutische Forschung
- 2014 Massry-Preis
- 2014 Louisa-Gross-Horwitz-Preis[10]
- 2014 Harvey-Preis
- 2014 Szent-Györgyi Prize
- 2015 ASCO Science of Oncology Award[11]
- 2015 Paul-Ehrlich-und-Ludwig-Darmstaedter-Preis (mit Carl H. June)[12]
- 2015 Passano Award
- 2015 Lasker~DeBakey Clinical Medical Research Award
- 2017 Wolf Prize in Medizin
- 2017 Mitglied der American Academy of Arts and Sciences[13]
- 2017 Warren Alpert Foundation Prize
- 2017 Balzan-Preis für Immunologische Ansätze in der Krebstherapie (mit Robert D. Schreiber)[14]
- 2017 Sjöberg Prize
- 2017 BBVA Foundation Frontiers of Knowledge Award
- 2018 King Faisal International Prize in Medizin[15]
- 2018 Jessie Stevenson Kovalenko Medal
- 2018 Dr. Paul Janssen Award for Biomedical Research
- 2018 Albany Medical Center Prize
- 2018 Nobelpreis für Medizin (mit Tasuku Honjo)
- 2019 Benjamin Franklin Medal des Franklin Institute
- 2024 Aufnahme in die National Inventors Hall of Fame